# Тёмный Конь (туманность)
Тёмный Конь — комплекс тёмных туманностей в созвездии Змееносца. По форме похожа на лошадь, отсюда и название. При хорошем небе заметна невооружённым взглядом. В комплекс входят туманности Barnard 63, Курительная трубка и Змея. Одна из них — Трубка — является областью активного звездообразования.

## История открытия
Несколько лет назад редактор журнала Astronomy Ричард Берри, просматривая фотографии Млечного Пути, обнаружил большой тёмный участок, который своими очертаниями напомнил ему лошадь.